# Burique
Breque (Brèch), Buraique (Burayk) ou Burique (Burik) é uma cidade da Líbia situado no distrito de Uádi Alhaiate.